# Hachem Hmidi
Hachem Hmidi, né le 1er août 1980 à Gafsa, est un homme politique tunisien.

## Biographie

### Études
Il possède un diplôme du cycle international de perfectionnement de l'École nationale d'administration de Paris (France), un master en administration publique spécialisée de la faculté de sciences politiques de Strasbourg, un master en gestion de l'École supérieure des sciences économiques et commerciales ainsi qu'une maîtrise en management.

### Carrière politique
Conseiller auprès de la commission des finances, du plan et du développement à l'assemblée constituante, il est délégué au gouvernorat de Bizerte pendant trois ans. Il est aussi gouverneur de Kébili du 10 juin 2015 au 16 septembre 2016.
Le 27 août 2016, il est nommé secrétaire d'État aux Mines, auprès de la ministre de l'Énergie, des Mines et des Énergies renouvelables Hela Cheikhrouhou, dans le gouvernement de Youssef Chahed.
Le 31 août 2018, il est limogé de son poste et son ministère de tutelle rattaché au ministère de l'Industrie et des PME.